# Dreaming!
《Dreaming!》是媒體混合作品《偶像大師 百萬人演唱會！》的一首樂曲。其中，由春日未來（聲優：山崎遙）、最上靜香（聲優：田所梓）、伊吹翼（聲優：Machico）演唱的本曲曾作為表題曲收錄在同名单曲中，並且是《百万人演唱會！》的第3個系列專輯《THE IDOLM@STER LIVE THE@TER DREAMERS》的首枚唱片，由唱片公司Lantis於2015年9月30日發行。

## 背景、音樂性
本曲是《偶像大師 百萬人演唱會！》的第3首主題曲。《百万人演唱會！》過去曾有《Thank you!》以及《Welcome!!》兩首主題曲，這兩首樂曲作為承繼偶像大师系列譜系的作品，作曲皆由隸屬於偶像大師系列開發商BNSI的佐藤貴文親手操刀，而《百萬人演唱會！》系列樂曲的編曲則一直都是由Lantis負責製作。因此《Dreaming!》依然由佐藤貴文負責作曲，編曲則是由經常為Lantis提供樂曲的音樂製作團隊Arte Refact負責。也因本曲罕見地將作曲、編曲交託給不同團隊製作，歌曲信息中一併署上了兩個團隊的名稱。
製作團隊在製作《Dreaming!》時，刻意沿襲了《Thank you!》和《Welcome!!》中延續下來的傳統。如因《Welcome!!》的歌詞包含了「Thank you!」，而將「Thank you!」和「Welcome!!」也包含在了《Dreaming!》的歌詞中，之後的《偶像大师 百万人演唱会！ 剧场时光》主題曲《Brand New Theater!》也延續了這一做法。
本曲歌詞是以《百萬人演唱會！》故事中的核心角色春日未來一直在邁向的「未來」為主題，且本曲是由50人進行的大型合唱樂曲，因此團隊刻意以簡潔明瞭為理念進行創作，而没有使用困難的歌詞和樂句。

## 單曲發售
由《百萬人演唱會！》的3位中心角色春日未來（聲優：山崎遙）、最上靜香（聲優：田所梓）、伊吹翼（聲優：Machico）演唱版本的本曲，於2015年9月30日製成單曲作為《百萬人演唱會！》的第3個系列專輯《THE IDOLM@STER LIVE THE@TER DREAMERS》的首枚唱片發售，由Lantis發行。此單曲售有初回限定盤以及通常盤兩種版本，其中初回限定盤額外收錄了由A-1 Pictures製作的本曲動畫PV、演唱會「THE IDOLM@STER MILLION LIVE! 2ndLIVE ENJOY H@RMONY!!」中《Thank you!》和《Welcome!!》兩首樂曲的現場演唱錄影。單曲B面則收錄了MILLION ALLSTARS演唱版本的《Welcome!!》。
單曲封面繪有身穿「2ndLIVE ENJOY H@RMONY!!」服裝的未來、靜香、翼三人的插畫。作為初回封入特典，單曲中還封入了演唱會「THE IDOLM@STER MILLION LIVE! 3rdLIVE TOUR BELIEVE MY DRE@M!!」的先行報名序列代碼。
後來的《劇場時光》系列單曲《THE IDOLM@STER MILLION THE@TER GENERATION 01 Brand New Theater!》中，收錄了765 MILLION ALLSTARS演唱版本的本曲作為B面樂曲。

## 排行榜成績
同名單曲《THE IDOLM@STER LIVE THE@TER DREAMERS 01 Dreaming!》登上發售當日2015年9月30日（次日統計數據）的Oricon單曲銷量榜日榜第1名，是偶像大師系列單曲首次登上Oricon單曲銷量榜日榜第1名。
在2015年10月12日發佈的Oricon單曲銷量榜週榜中，本單曲以估算銷量4.7萬張的成績登上第3名，之後銷量一直累積到6.7萬枚，創下當時偶像大師系列單曲的最高銷量記錄。
| 排行榜                            | 最高名次 | 來源   |
| --------------------------------- | -------- | ------ |
| Oricon單曲銷量榜週榜              | 3        | [ 9 ]  |
| Billboard Japan Hot 100           | 5        | [ 10 ] |
| Billboard Japan Hot Animation     | 1        | [ 11 ] |
| Billboard JAPAN Hot Singles Sales | 1        | [ 12 ] |

## 單曲收錄曲目
| CD       | CD                    | CD         | CD               | CD               | CD                                                        | CD    |
| 曲序     | 曲目                  |            | 作曲             | 编曲             | 演唱                                                      | 时长  |
| -------- | --------------------- | ---------- | ---------------- | ---------------- | --------------------------------------------------------- | ----- |
| 1.       | Dreaming!             | 真崎繪里香 | BNSI（佐藤貴文） | Arte Refact      | 春日未來（山崎遙）、最上静香（田所梓）、伊吹翼（Machico） | 4:40  |
| 2.       | Welcome!!             | 佐佐木惠梨 | BNSI（佐藤貴文） | BNSI（佐藤貴文） | MILLION ALLSTARS                                          | 5:46  |
| 3.       | Dreaming! (Off Vocal) |            |                  |                  |                                                           | 4:40  |
| 4.       | Welcome!! (Off Vocal) |            |                  |                  |                                                           | 5:46  |
| 总时长： | 总时长：              | 总时长：   | 总时长：         | 总时长：         | 总时长：                                                  | 20:53 |

| Blu-ray Disc（僅初回限定盤） | Blu-ray Disc（僅初回限定盤）                                            |
| 曲序                         | 曲目                                                                    |
| ---------------------------- | ----------------------------------------------------------------------- |
| 1.                           | "Dreaming!" Animation PV                                                |
| 2.                           | Thank You!（THE IDOLM@STER MILLION LIVE! 2ndLIVE ENJOY H@RMONY!! Day1） |
| 3.                           | Welcome!!（THE IDOLM@STER MILLION LIVE! 2ndLIVE ENJOY H@RMONY!! Day1）  |
| 4.                           | Thank You!（THE IDOLM@STER MILLION LIVE! 2ndLIVE ENJOY H@RMONY!! Day2） |
| 5.                           | Welcome!!（THE IDOLM@STER MILLION LIVE! 2ndLIVE ENJOY H@RMONY!! Day2）  |

## 收錄作品
除下述列表中所列之項外，在演唱會「THE IDOLM@STER MILLION LIVE! 3rdLIVE TOUR BELIEVE MY DRE@M!!」開幕演出中，還曾演唱過本曲由Arte Refact製作的爵士樂風編曲版本。
| 發售日期 | 作品名稱                                                         | 演唱 | 備註 |
| 2015年   | 2015年                                                           | 2015年 | 2015年 |
| -------- | ---------------------------------------------------------------- | --- | --- |
| 9月30日  | THE IDOLM@STER LIVE THE@TER DREAMERS 01 Dreaming!                | 春日未來（山崎遙）、最上静香（田所梓）、伊吹翼（Machico） | |
| 10月28日 | THE IDOLM@STER LIVE THE@TER DREAMERS 02                          | 天海春香（中村繪里子）、春日未來（山崎遙）、高槻彌生（仁後真耶子）、矢吹可奈（木戶衣吹）、茱莉亞（愛美）、所惠美（藤井幸代）、北上麗花（平山笑美）、北澤志保（雨宫天）、七尾百合子（伊藤美來）、望月杏奈（夏川椎菜）             | |
| 12月2日  | THE IDOLM@STER LIVE THE@TER DREAMERS 03                          | 如月千早（今井麻美）、最上静香（田所梓）、周防桃子（渡部惠子）、真壁瑞希（阿部里果）、德川茉莉（諏訪彩花）、馬場木實（高橋未奈美）、二階堂千鶴（野村香菜子）、萩原雪步（淺倉杏美）、箱崎星梨花（麻倉桃）、宮尾美也（桐谷蝶蝶）   | |
| 12月23日 | THE IDOLM@STER LIVE THE@TER DREAMERS 04                          | 秋月律子（若林直美）、篠宮可憐（近藤唯）、伊吹翼（Machico）、我那霸響（沼倉愛美）、艾米莉·斯圖亞特（郁原由宇）、水瀨伊織（釘宮理惠）、高山紗代子（駒形友梨）、佐竹美奈子（大關英里）、天空橋朋花（小岩井小鳥）、中谷育（原嶋燈） | |
| 2016年   |                                                                  | | |
| 1月27日  | THE IDOLM@STER LIVE THE@TER DREAMERS 05                          | 木下日向（田村奈央）、雙海亞美（下田麻美）、四條貴音（原由實）、豐川風花（末柄里惠）、野野原茜（小笠原早紀）、露可（中村溫姬）、松田亞利沙（村川梨衣）、橫山奈緒（渡部優衣）、三浦梓（高橋智秋）、百瀨莉緒（山口立花子）         | |
| 1月30日  | THE IDOLM@STER LIVE THE@TER SOLO COLLECTION Vol.03 Vocal Edition | 茱莉亞（愛美） | 於演唱會《THE IDOLM@STER MILLION LIVE! 3rdLIVE TOUR BELIEVE MY DRE@M!!》發售。                                 |
| 3月23日  | THE IDOLM@STER LIVE THE@TER DREAMERS 06                          | 大神環（稻川英里）、雙海真美（下田麻美）、菊地真（平田宏美）、舞濱步（戶田惠）、高坂海美（上田麗奈）、田中琴葉（種田梨沙）、島原埃琳娜（角元明日香）、星井美希（長谷川明子）、永吉昴（齊藤佑圭）、福田法子（濱崎奈奈）           | |
| 8月10日  |                                                                  | 春日未來（山崎遙）、最上静香（田所梓）、箱崎星梨花（麻倉桃） | 廣播節目《THE IDOLM@STER MillionRADIO》專用Remix版本，由KOH負責編曲。                                          |
| 2017年   |                                                                  | | |
| 7月26日  | THE IDOLM@STER MILLION THE@TER GENERATION 01 Brand New Theater!  | 765 MILLION ALLSTARS | 在MILLION ALLSTARS基礎上，新加入白石紬（聲優：南早紀）、櫻守歌織（聲優：香里有佐）兩位角色在內的52人演唱版本。 |
| 2018年   |                                                                  | | |
| 6月2日   | THE IDOLM@STER LIVE THE@TER SOLO COLLECTION 06                   | 所惠美（藤井幸代） | 於演唱會《THE IDOLM@STER MILLION LIVE! 5thLIVE BRAND NEW PERFORM@NCE!!!》發售。                                |
| 12月27日 | 偶像大師 百萬人演唱會！ Blooming Clover 第4卷限定版特典CD        | 矢吹可奈（木戶衣吹）、箱崎星梨花（麻倉桃）、高坂海美（上田麗奈） | 漫画《偶像大師 百萬人演唱會！ Blooming Clover》第4卷限定版附贈。                                               |

### 组合成员
1. 1 2  天海春香（中村繪里子）、春日未來（山崎遙）、如月千早（今井麻美）、木下日向（田村奈央）、四條貴音（原由實）、茱莉亞（愛美）、高山紗代子（駒形友梨）、田中琴葉（種田梨沙）、天空橋朋花（小岩井小鳥）、箱崎星梨花（麻倉桃）、松田亞利沙（村川梨衣）、三浦梓（高橋智秋）、水瀨伊織（釘宮理惠）、最上靜香（田所梓）、望月杏奈（夏川椎菜）、矢吹可奈（木戶衣吹）、艾蜜莉·司徒亞特（郁原由宇）、大神環（稻川英里）、我那霸響（沼倉愛美）、菊地真（平田宏美）、北上麗花（平山笑美）、高坂海美（上田麗奈）、佐竹美奈子（大關英里）、島原艾琳娜（角元明日香）、高槻彌生（仁後真耶子）、永吉昴（齊藤佑圭）、野野原茜（小笠原早紀）、馬場木實（高橋未奈美）、福田法子（濱崎奈奈）、舞濱步（戶田惠）、真壁瑞希（阿部里果）、百瀨莉緒（山口立花子）、橫山奈緒（渡部優衣）、秋月律子（若林直美）、伊吹翼（Machico）、北澤志保（雨宫天）、篠宮可憐（近藤唯）、周防桃子（渡部惠子）、德川茉莉（諏訪彩花）、所惠美（藤井幸代）、豐川風花（末柄里惠）、中谷育（原嶋燈）、七尾百合子（伊藤美來）、二階堂千鶴（野村香菜子）、萩原雪步（淺倉杏美）、ROCO（中村溫姬）、雙海亞美／真美（下田麻美）、星井美希（長谷川明子）、宮尾美也（桐谷蝶蝶）
2. 1 2  天海春香（中村繪里子）、如月千早（今井麻美）、星井美希（長谷川明子）、萩原雪步（淺倉杏美）、高槻彌生（仁後真耶子）、菊地真（平田宏美）、水瀨伊織（釘宮理惠）、四條貴音（原由實）、秋月律子（若林直美）、三浦梓（高橋智秋）、雙海亞美／真美（下田麻美）、我那霸響（沼倉愛美）、春日未來（山崎遙）、最上靜香（田所梓）、伊吹翼（Machico）、田中琴葉（種田梨沙）、島原艾琳娜（角元明日香）、佐竹美奈子（大關英里）、所惠美（藤井幸代）、德川茉莉（諏訪彩花）、箱崎星梨花（麻倉桃）、野野原茜（小笠原早紀）、望月杏奈（夏川椎菜）、ROCO（中村溫姬）、七尾百合子（伊藤美來）、高山紗代子（駒形友梨）、松田亞利沙（村川梨衣）、高坂海美（上田麗奈）、中谷育（原嶋燈）、天空橋朋花（小岩井小鳥）、艾蜜莉·司徒亞特（郁原由宇）、北澤志保（雨宫天）、舞濱步（戶田惠）、木下日向（田村奈央）、矢吹可奈（木戶衣吹）、橫山奈緒（渡部優衣）、二階堂千鶴（野村香菜子）、馬場木實（高橋未奈美）、大神環（稻川英里）、豐川風花（末柄里惠）、宮尾美也（桐谷蝶蝶）、福田法子（濱崎奈奈）、真壁瑞希（阿部里果）、篠宮可憐（近藤唯）、百瀨莉緒（山口立花子）、永吉昴（齊藤佑圭）、北上麗花（平山笑美）、周防桃子（渡部惠子）、茱莉亞（愛美）、白石紬（南早紀）、櫻守歌織（香里有佐）

## 外部連結
- Lantis官方網站中的唱片介紹
  - 初回限定盤（页面存档备份，存于）
  - 通常盤（页面存档备份，存于）
- YouTube上的